# Calamagrostis hakonensis
Calamagrostis hakonensis är en gräsart som beskrevs av Adrien René Franchet och Paul Amédée Ludovic Savatier. Calamagrostis hakonensis ingår i släktet rör, och familjen gräs. Inga underarter finns listade i Catalogue of Life.